# Verein für Leibesübungen Wolfsburg 2022-2023
Questa pagina raccoglie i dati riguardanti il V.f.L. Wolfsburg nelle competizioni ufficiali della stagione 2022-2023.

## Stagione
La stagione 2022-23 è stata la 78ª nella storia del club e la sua 26ª stagione nella massima divisione tedesca. Essa ha visto il Wolfsburg partecipare alla Bundesliga, per la ventiseiesima stagione consecutiva, e alla Coppa di Germania.
Si parte con l'addio dell'allenatore tedesco Florian Kohfeldt e l'annuncio, al termine della passata stagione, del croato Niko Kovač come nuovo tecnico.
In Coppa di Germania, dopo aver vinto sui campo di Carl Zeiss Jena (1-0) ed Eintracht Braunschweig (2-1), viene eliminato negli ottavi di finale dall'Union Berlino, perdendo l'incontro 2-1 in trasferta.
Il 27 maggio, con la sconfitta interna per 2-1 contro l'Hertha Berlino già retrocesso, non riesce a qualificarsi per gli spareggi della Conference League, chiudendo il campionato all'ottavo posto finale.

## Divise e sponsor
Lo sponsor tecnico, per la stagione 2022-2023, è Nike, mentre lo sponsor ufficiale che compare sulle divise rimane lo storico Volkswagen, marchio della multinazionale Volkswagen AG, proprietaria del club.
| Casa | Trasferta | Third |

## Rosa
Rosa e numerazione aggiornate al 31 gennaio 2023.
| N. |                        | Ruolo | Calciatore         |
| -- | ---------------------- | ----- | ------------------ |
| 1  | Belgio (bandiera)      | P     | Koen Casteels      |
| 2  | Germania (bandiera)    | D     | Kilian Fischer     |
| 3  | Belgio (bandiera)      | D     | Sebastiaan Bornauw |
| 4  | Francia (bandiera)     | D     | Maxence Lacroix    |
| 5  | Paesi Bassi (bandiera) | D     | Micky van de Ven   |
| 6  | Brasile (bandiera)     | D     | Paulo Otávio       |
| 7  | Germania (bandiera)    | A     | Luca Waldschmidt   |
| 8  | Belgio (bandiera)      | C     | Aster Vranckx      |
| 8  | Francia (bandiera)     | D     | Nicolas Cozza      |
| 9  | Germania (bandiera)    | A     | Max Kruse          |
| 10 | Germania (bandiera)    | A     | Lukas Nmecha       |
| 11 | Svizzera (bandiera)    | C     | Renato Steffen     |
| 12 | Austria (bandiera)     | P     | Pavao Pervan       |
| 14 | Croazia (bandiera)     | A     | Josip Brekalo      |
| 15 | Francia (bandiera)     | D     | Jérôme Roussillon  |
| 16 | Polonia (bandiera)     | C     | Jakub Kamiński     |
| 17 | Germania (bandiera)    | A     | Maximilian Philipp |
| 18 | Germania (bandiera)    | A     | Dženan Pejčinović  |

| N. |                        | Ruolo | Calciatore        |
| -- | ---------------------- | ----- | ----------------- |
| 20 | Germania (bandiera)    | C     | Ridle Baku        |
| 21 | Polonia (bandiera)     | A     | Bartosz Białek    |
| 22 | Inghilterra (bandiera) | C     | Felix Nmecha      |
| 23 | Danimarca (bandiera)   | A     | Jonas Wind        |
| 27 | Germania (bandiera)    | C     | Max Arnold        |
| 29 | Francia (bandiera)     | C     | Josuha Guilavogui |
| 30 | Germania (bandiera)    | P     | Niklas Klinger    |
| 31 | Germania (bandiera)    | C     | Yannick Gerhardt  |
| 32 | Svezia (bandiera)      | C     | Mattias Svanberg  |
| 33 | Egitto (bandiera)      | A     | Omar Marmoush     |
| 34 | Croazia (bandiera)     | D     | Marin Pongračić   |
| 35 | Germania (bandiera)    | P     | Philipp Schulze   |
| 36 | Rep. Ceca (bandiera)   | C     | Lukáš Ambros      |
| 38 | Croazia (bandiera)     | C     | Bartol Franjić    |
| 39 | Austria (bandiera)     | C     | Patrick Wimmer    |
| 40 | Stati Uniti (bandiera) | D     | Kevin Paredes     |
| 42 | Germania (bandiera)    | D     | Felix Lange       |
| 45 | Germania (bandiera)    | P     | Lino Kasten       |

## Calciomercato

### Sessione estiva(dall'1/7 all'1/9)
| Acquisti | Acquisti          | Acquisti          | Acquisti                |
| R.       | Nome              | da                | Modalità                |
| -------- | ----------------- | ----------------- | ----------------------- |
| P        | Lino Kasten       | St. Pölten        | fine prestito           |
| D        | Kilian Fischer    | Norimberga        | definitivo (2,5 mln €)  |
| D        | Marin Pongračić   | Borussia Dortmund | fine prestito           |
| D        | Tim Siersleben    | Heidenheim        | fine prestito           |
| C        | Josip Brekalo     | Torino            | fine prestito           |
| C        | Bartol Franjić    | Dinamo Zagabria   | definitivo (7,5 mln €)  |
| C        | Josuha Guilavogui | Bordeaux          | fine prestito           |
| C        | Bryang Kayo       | Norimberga II     | fine prestito           |
| C        | Jakub Kamiński    | Lech Poznań       | definitivo (10 mln €)   |
| C        | Elvis Rexhbeçaj   | Bochum            | fine prestito           |
| C        | Mattias Svanberg  | Bologna           | definitivo (9 mln €)    |
| C        | Patrick Wimmer    | Arminia Bielefeld | definitivo (5 mln €)    |
| A        | Yun-sang Hong     | St. Pölten        | fine prestito           |
| A        | Ulysses Llanez    | St. Pölten        | fine prestito           |
| A        | Omar Marmoush     | Stoccarda         | fine prestito           |
| A        | Dženan Pejčinović | Augusta           | definitivo (1,25 mln €) |

| Cessioni | Cessioni                 | Cessioni       | Cessioni                         |
| R.       | Nome                     | a              | Modalità                         |
| -------- | ------------------------ | -------------- | -------------------------------- |
| P        | Lino Kasten              |                | fine contratto                   |
| D        | John Anthony Brooks      | Benfica        | definitivo                       |
| D        | Anselmo Garcia MacNulty  | NAC Breda      | prestito                         |
| D        | Kevin Mbabu              | Fulham         | definitivo (7 mln €)             |
| D        | Marin Pongračić          | Lecce          | prestito con diritto di riscatto |
| D        | Tim Siersleben           | Heidenheim     | rinnovo prestito                 |
| D        | William                  |                | fine contratto                   |
| C        | Fabio Di Michele Sanchez | NAC Breda      | prestito                         |
| C        | Bryang Kayo              | Norimberga II  | rinnovo prestito                 |
| C        | Elvis Rexhbeçaj          | Augusta        | definitivo (1,7 mln €)           |
| C        | Xaver Schlager           | RB Lipsia      | definitivo (12 mln €)            |
| C        | Renato Steffen           | Lugano         | definitivo (750.000 €)           |
| C        | Aster Vranckx            | Milan          | prestito con diritto di riscatto |
| A        | Bartosz Białek           | Vitesse        | prestito                         |
| A        | Yun-sang Hong            | Norimberga II  | prestito                         |
| A        | Ulysses Llanez           | St. Pölten     | rinnovo prestito                 |
| A        | Dodi Lukebakio           | Hertha Berlino | fine prestito                    |

### Operazioni esterne(dal 2/9 all'1/1)
| Acquisti | Acquisti | Acquisti | Acquisti |
| R.       | Nome     | da       | Modalità |
| -------- | -------- | -------- | -------- |

| Cessioni | Cessioni  | Cessioni | Cessioni                 |
| R.       | Nome      | a        | Modalità                 |
| -------- | --------- | -------- | ------------------------ |
| A        | Max Kruse |          | risoluzione contrattuale |

### Sessione invernale(dal 2/1 al 31/1)
| Acquisti | Acquisti      | Acquisti    | Acquisti               |
| R.       | Nome          | da          | Modalità               |
| -------- | ------------- | ----------- | ---------------------- |
| D        | Nicolas Cozza | Montpellier | definitivo (500.000 €) |

| Cessioni | Cessioni           | Cessioni      | Cessioni               |
| R.       | Nome               | a             | Modalità               |
| -------- | ------------------ | ------------- | ---------------------- |
| D        | Jérôme Roussillon  | Union Berlino | definitivo             |
| A        | Josip Brekalo      | Fiorentina    | definitivo (1,5 mln €) |
| A        | Maximilian Philipp | Werder Brema  | prestito               |

## Risultati

### Bundesliga

#### Girone di andata
| Arbitro: | Stegemann (Niederkassel) |

|                              |           |                              |
| L. Nmecha 11’ Guilavogui 84’ | Marcatori | 21’ Füllkrug 23’ Bittencourt |

| Arbitro: | Osmers (Hannover) |

|                        |           |  |
| Musiala 33’ Müller 44’ | Marcatori |  |

| Wolfsburg 20 agosto 2022, ore 15:30 CEST 3ª giornata | Wolfsburg        | 0 – 0 referto | Schalke 04 | Volkswagen-Arena (26 959 spett.)\| Arbitro: \| Zwayer (Berlino) \| |
| Arbitro:                                             | Zwayer (Berlino) |               |            |                                                                    |

| Arbitro: | Dankert (Rostock) |

|                       |           |  |
| Nkunku 5’ (rig.), 90’ | Marcatori |  |

| Arbitro: | Jöllenbeck (Friburgo in Brisgovia) |

|                   |           |                                                               |
| L. Nmecha 2’, 79’ | Marcatori | 22’ Ljubicic 31’ (aut.) Otávio 45+2’ (rig.) Kainz 81’ Adamyan |

| Arbitro: | Reichel (Stoccarda) |

|  |           |             |
|  | Marcatori | 60’ Lacroix |

| Arbitro: | Schröder (Hannover) |

|                      |           |  |
| Pefok 54’ Becker 77’ | Marcatori |  |

| Arbitro: | Zwayer (Berlino) |

|                                        |           |                               |
| Marmoush 23’ Arnold 38’ Gerhardt 90+1’ | Marcatori | 22’ Guirassy 45+1’ Mavropanos |

| Arbitro: | Siebert (Berlino) |

|           |           |              |
| Gumny 55’ | Marcatori | 27’ Gerhardt |

| Arbitro: | Cortus (Röthenbach) |

|                           |           |                 |
| Gerhardt 43’ Marmoush 69’ | Marcatori | 13’, 48’ Thuram |

| Arbitro: | Brych (Monaco di Baviera) |

|                        |           |                                      |
| Diaby 17’ Frimpong 76’ | Marcatori | 28’ (aut.) Andrich 54’ (rig.) Arnold |

| Arbitro: | Hartmann (Wangen im Allgäu) |

|                                      |           |  |
| F. Nmecha 27’, 58’ Baku 35’ Wind 80’ | Marcatori |  |

| Arbitro: | Siebert (Berlino) |

|  |           |                                |
|  | Marcatori | 33’ Wimmer 70’ Arnold 84’ Baku |

| Arbitro: | Dingert (Kaiserslautern) |

|                               |           |  |
| van de Ven 6’ L. Nmecha 90+1’ | Marcatori |  |

| Arbitro: | Schlager (Hügelsheim) |

|                 |           |                             |
| Baumgartner 42’ | Marcatori | 45+4’ (aut.) Kabak 56’ Baku |

| Arbitro: | Zwayer (Berlino) |

|                                                                        |           |  |
| Wimmer 1’ Wind 28’, 37’ Gerhardt 56’ Baku 80’ Waldschmidt 90+4’ (rig.) | Marcatori |  |

| Arbitro: | Reichel (Stoccarda) |

|  |           |                                                              |
|  | Marcatori | 4’ Svanberg 31’ (rig.) Arnold 34’ Wind 72’ Baku 86’ Marmoush |

#### Girone di ritorno
| Arbitro: | Siebert (Berlino) |

|                          |           |             |
| Füllkrug 24’ (rig.), 77’ | Marcatori | 90’ Paredes |

| Arbitro: | Osmers (Hannover) |

|                           |           |                                      |
| Kamiński 44’ Svanberg 80’ | Marcatori | 9’, 14’ Coman 19’ Müller 73’ Musiala |

| Gelsenkirchen 10 febbraio 2023, ore 20:30 CET 20ª giornata | Schalke 04             | 0 – 0 referto | Wolfsburg | Veltins-Arena (60 836 spett.)\| Arbitro: \| Brand (Unterspiesheim) \| |
| Arbitro:                                                   | Brand (Unterspiesheim) |               |           |                                                                       |

| Arbitro: | Aytekin (Oberasbach) |

|  |           |                                          |
|  | Marcatori | 14’ Forsberg 85’ Laimer 90+2’ Szoboszlai |

| Arbitro: | Willenborg (Osnabrück) |

|  |           |                               |
|  | Marcatori | 4’ Gerhardt 68’ (rig.) Arnold |

| Arbitro: | Schlager (Hügelsheim) |

|                           |           |                            |
| Marmoush 10’ Gerhardt 43’ | Marcatori | 22’ Kolo Muani 26’ N'Dicka |

| Arbitro: | Schröder (Hannover) |

|            |           |                      |
| Wimmer 84’ | Marcatori | 72’ (rig.) Juranović |

| Arbitro: | Brych (Monaco di Baviera) |

|  |           |              |
|  | Marcatori | 56’ Marmoush |

| Arbitro: | Petersen (Stoccarda) |

|                                 |           |                              |
| Waldschmidt 84’ F. Nmecha 90+6’ | Marcatori | 2’ (aut.) Arnold 32’ Berisha |

| Arbitro: | Gerach (Landau in der Pfalz) |

|                        |           |  |
| Ngoumou 34’ Thuram 63’ | Marcatori |  |

| Wolfsburg 16 aprile 2023, ore 19:30 CEST 28ª giornata | Wolfsburg                | 0 – 0 referto | Bayer Leverkusen | Volkswagen-Arena (20 137 spett.)\| Arbitro: \| Stegemann (Niederkassel) \| |
| Arbitro:                                              | Stegemann (Niederkassel) |               |                  |                                                                            |

| Arbitro: | Brych (Monaco di Baviera) |

|                 |           |                                                           |
| Broschinski 69’ | Marcatori | 10’, 56’ Svanberg 21’ Kamiński 33’ Wimmer 77’ Waldschmidt |

| Arbitro: | Siebert (Berlino) |

|                          |           |  |
| Wind 5’, 28’ Bornauw 13’ | Marcatori |  |

| Arbitro: | Fritz (Korb) |

|                                                           |           |  |
| Adeyemi 14’, 59’ Haller 28’ Malen 37’ Bellingham 54’, 86’ | Marcatori |  |

| Arbitro: | Stieler (Amburgo) |

|                              |           |                         |
| Kamiński 15’ Waldschmidt 75’ | Marcatori | 90+3’ (aut.) Guilavogui |

| Arbitro: | Dankert (Rostock) |

|                         |           |  |
| Günter 71’ Petersen 75’ | Marcatori |  |

| Arbitro: | Cortus (Röthenbach) |

|             |           |                      |
| Kamiński 2’ | Marcatori | 55’ Maza 68’ Richter |

### Coppa di Germania
| Arbitro: | Heft (Neuenkirchen) |

|  |           |                |
|  | Marcatori | 90+2’ Marmoush |

| Arbitro: | Schlager (Hügelsheim) |

|              |           |                          |
| Multhaup 40’ | Marcatori | 8’ Svanberg 65’ Kamiński |

| Arbitro: | Stegemann (Niederkassel) |

|                        |           |                |
| Knoche 12’ Behrens 79’ | Marcatori | 5’ Waldschmidt |

## Statistiche

### Statistiche di squadra
Statistiche aggiornate al 27 maggio 2023.
| Competizione      | Punti            | In casa | In casa | In casa | In casa | In casa | In casa | In trasferta | In trasferta | In trasferta | In trasferta | In trasferta | In trasferta | Totale | Totale | Totale | Totale | Totale | Totale | DR  |
| Competizione      | Punti            | G       | V       | N       | P       | Gf      | Gs      | G            | V            | N            | P            | Gf           | Gs           | G      | V      | N      | P      | Gf     | Gs     | DR  |
| ----------------- | ---------------- | ------- | ------- | ------- | ------- | ------- | ------- | ------------ | ------------ | ------------ | ------------ | ------------ | ------------ | ------ | ------ | ------ | ------ | ------ | ------ | --- |
| Bundesliga        | 49               | 17      | 6       | 7       | 4       | 34      | 25      | 17           | 7            | 3            | 7            | 22           | 22           | 34     | 13     | 10     | 11     | 56     | 47     | +9  |
| Coppa di Germania | Ottavi di finale | 0       | 0       | 0       | 0       | 0       | 0       | 3            | 2            | 0            | 1            | 4            | 3            | 3      | 2      | 0      | 1      | 4      | 3      | +1  |
| Totale            | -                | 17      | 6       | 7       | 4       | 34      | 25      | 20           | 9            | 3            | 8            | 26           | 25           | 37     | 15     | 10     | 12     | 60     | 50     | +10 |

### Andamento in campionato
| Giornata  | 1 | 2  | 3  | 4  | 5  | 6  | 7  | 8  | 9  | 10 | 11 | 12 | 13 | 14 | 15 | 16 | 17 | 18 | 19 | 20 | 21 | 22 | 23 | 24 | 25 | 26 | 27 | 28 | 29 | 30 | 31 | 32 | 33 | 34 |
| --------- | - | -- | -- | -- | -- | -- | -- | -- | -- | -- | -- | -- | -- | -- | -- | -- | -- | -- | -- | -- | -- | -- | -- | -- | -- | -- | -- | -- | -- | -- | -- | -- | -- | -- |
| Luogo     | C | T  | C  | T  | C  | T  | T  | C  | T  | C  | T  | C  | T  | C  | T  | C  | T  | T  | C  | T  | C  | T  | C  | C  | T  | C  | T  | C  | T  | C  | T  | C  | T  | C  |
| Risultato | N | P  | N  | P  | P  | V  | P  | V  | N  | N  | N  | V  | V  | V  | V  | V  | V  | P  | P  | N  | P  | V  | N  | N  | V  | N  | P  | N  | V  | V  | P  | V  | P  | P  |
| Posizione | 9 | 15 | 14 | 15 | 17 | 16 | 17 | 13 | 13 | 13 | 13 | 12 | 11 | 8  | 7  | 7  | 7  | 7  | 7  | 7  | 7  | 7  | 8  | 8  | 7  | 9  | 9  | 9  | 8  | 7  | 7  | 6  | 7  | 8  |

Legenda:

Luogo: C = Casa; T = Trasferta. Risultato: V = Vittoria; N = Pareggio; P = Sconfitta.